# Les Nouvelles Vagues
Pour les articles homonymes, voir Nouvelle vague (homonymie).
Les Nouvelles Vagues était une émission de radio d’une heure diffusée entre septembre 2014 et juin 2017, du lundi au vendredi de 14 h à 15 h sur France Culture. L’émission est produite et animée par Marie Richeux et réalisée par Véronique Villa. La musique de son générique est le titre Imperials du groupe Ratatat. À partir de l’émission du 20 mars 2017, Maylis Besserie remplace Marie Richeux jusqu’à la clôture de l’émission.
Les Nouvelles Vagues remplace Pas la peine de crier, également de Marie Richeux, diffusée de 2010 à 2014. À la rentrée 2017, le programme est remplacé par une nouvelle émission de Maylis Besserie, Entendez-vous l'éco ?. Marie Richeux inaugure quant à elle Par les temps qui courent de 21 h à 22 h.

## Thématique
Chaque semaine, l'émission explore un thème à travers cinq émissions.